# Mastophora variegata
Mastophora variegata Pichon, 1978  é o nome botânico inválido de uma espécie de algas vermelhas pluricelulares do gênero Mastophora, família Corallinaceae, subfamília Mastophoroideae.
- São algas marinhas encontradas em Madagascar.

## Sinonímia
- Não apresenta sinônimos.